# Tetrixocephalus
Tetrixocephalus is een geslacht van rechtvleugeligen uit de familie Ommexechidae. De wetenschappelijke naam van dit geslacht is voor het eerst geldig gepubliceerd in 1963 door Gurney & Liebermann.

## Soorten
Het geslacht Tetrixocephalus omvat de volgende soorten:
- Tetrixocephalus bilineatus Ronderos, 1979
- Tetrixocephalus chilensis Ronderos, 1970
- Tetrixocephalus micropterum Ronderos, 1970
- Tetrixocephalus sergioi Ronderos, 1974
- Tetrixocephalus willemsei Gurney & Liebermann, 1963